# Vernonia magnifica
Vernonia magnifica là một loài thực vật có hoa trong họ Cúc. Loài này được ("Deble, Dematt. & Marchiori") Dematt. miêu tả khoa học đầu tiên.